# Sint-Aloysiuscollege (Ninove)
Het Sint-Aloysiuscollege Ninove is een katholieke middelbare school  in Ninove. 
Het Bisschoppelijke Sint-Aloysiuscollege werd in oktober 1872 opgericht door het bisdom Gent en bisschop Bracq. Het bisdom ging daarmee in op vragen voor een katholieke onderwijsaanbod voor jongens van Ninoofse katholieke politici inclusief burgemeester August De Cooman. De zusters der Heilige Harten hadden al in 1836 een meisjesschool ingericht.
Het college gebruikte aanvankelijk een locatie aan de Dreefstraat eigendom van de stad Ninove. In 1879, in volle schoolstrijd kon een katholieke school evenwel niet in openbare gebouwen actief blijven. Daarom werd tussen 1882 en 1883 een nieuw neogotisch schoolgebouw opgetrokken naar plannen van architect en pastoor De Feyter uit Herdersem. Het bouwwerk aan wat later de Weggevoerdenstraat werd, stond op weidegrond die de familie Simons-Milo in erfpacht aan het bisdom had gegeven. 
In 1931 werd het schoolgebouw uitgebreid met nieuwe klaslokalen, in 1938 met een nieuw blok als dwarsvleugel met studiezaal/feestzaal en kapel. Deze bouw werd gerealiseerd naar plannen van architect Flor Van Reeth waarbij zijn compagnion Eugeen Yoors het ontwerp van de glasramen van deze kapel op zich nam. De Van Reethvleugel werd in 2012 erkend als monument van onroerend erfgoed en beschermd. Eind jaren vijftig werden terug nieuwe klassen bijgebouwd.  De laatste uitbreiding dateert van 1983 toen terug een blok met klaslokalen, een bijhorende bibliotheek en een leraarskamer werd toegevoegd.
In 1970 veranderde de jongensschool in een gemengde school. In 1997 volgde de vorming van een scholengemeenschap met het het Instituut der Heilig Harten aan de Onderwijslaan en het Aloysiuscollege aan de Weggevoerdenstraat. In september 2019 werd deze gemeenschap aangepast tot een fusie en sinds die datum wordt de naam van Hartencollege gebruikt voor alle vestigingen, het voormalige Sint-Aloysiuscollege werd aldus het Hartencollege Weggevoerdenstraat.

## Oud-leerlingen
- Wim Adriaens (1978), Belgisch topambtenaar
- Paul de Mont (1895-1950), Vlaamse schrijver
- Arthur Luysterman (1932), Belgische bisschop
- Arnout Van den Bossche (1974),  Vlaamse stand-upcomedian en burgerlijk ingenieur
- Jonas De Bruyn (2004), Belgische goochelaar en illusionist
- Richard Van Landuyt (1888-1970), bedrijfsleider en politicus
- Guy D'haeseleer (1969), Vlaams Parlementslid en burgemeester van Ninove